# Chieti (provins)
Chieti är en provins i regionen Abruzzo i Italien. Chieti är huvudort i provinsen. Abruzzo Citra var 1806 en provins i Kungariket Bägge Sicilierna. När Kungariket Italien bildades 1861 ändrades namnet från Abruzzo Citra till det nuvarande.

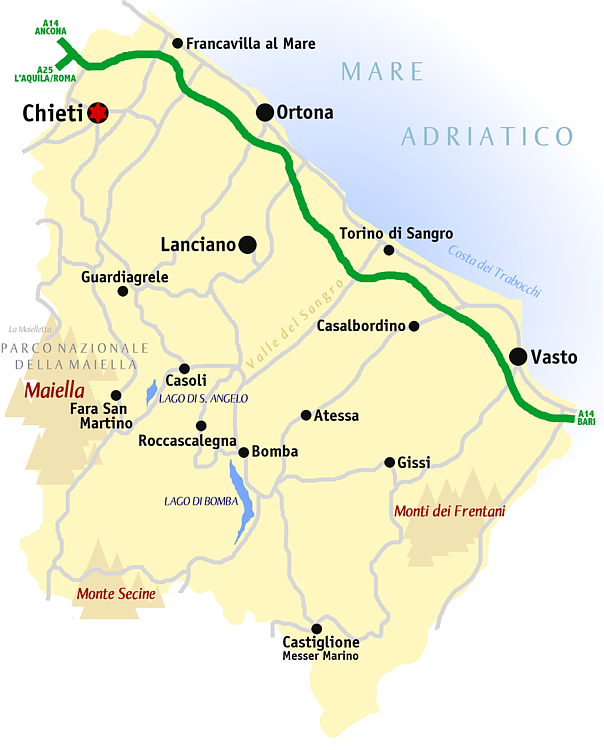

## Geografi
Provinsen Chieti gränsar:
- i nordost mot Adriatiska havet,
- i sydost mot provinsen Campobasso,
- i sydväst mot Molise (Isernia) och provinsen L'Aquila och
- i nordväst mot provinsen Pescara.

## Administration
Provinsen Chieti är indelad i 104  comuni (kommuner). Alla kommuner i lista över kommuner i provinsen Chieti.